# Wojna (gra karciana)
Wojna – gra dla dwóch (najczęściej) lub większej liczby graczy, rozgrywana talią o dowolnej liczbie kart do gry.
Jest to jedna z najstarszych znanych gier karcianych, której początki sięgają XIV wieku.

## Zasady gry
Zasady gry są bardzo proste. Przetasowaną talię kart dzieli się na dwie części, rozdaje graczom i kładzie koszulkami do góry. Pierwszy i drugi zawodnik równocześnie wykładają po jednej karcie i porównują ich wartości (względem starszeństwa – kolory nie odgrywają roli). Gracz mający kartę o wyższej wartości odbiera karty i kładzie je pod spodem swojej talii.  Jeśli karty mają taką samą siłę (as na asa, król na króla, itp.), rozpętuje się wojna, chyba że gra się w więcej osób i słabsze karty nie walczą np. 9-3-3 gracze z trójkami nie walczą; należy odkryć po jednej karcie, położyć je koszulkami do góry na swoich kartach odkrytych, a następnie wyciągnąć następną kartę, położyć odkryte na zakrytych kartach i wówczas są one porównywane. Karta o wyższej wartości wygrywa, a zwycięzca wojny odbiera wszystkie karty wykorzystane w wojnie. Proces jest powtarzany, jeśli w okresie wojny znowu nie można wyłonić zwycięzcy.
Wygrywa ten, kto pierwszy zabierze wszystkie karty przeciwnikowi. Gra potrafi być bardzo długa, gdyż zebrane karty są przekładane pod spód talii i mogą one później zostać wykorzystane wielokrotnie; partia może trwać nawet ponad kilka godzin, jednak zwykle znudzeni monotonią gracze rezygnują dużo wcześniej. Z tego względu zyskuje popularność głównie u najmłodszych, niezdolnych do zapamiętania reguł bardziej skomplikowanych rozgrywek.
Choć pozornie gra wydaje się całkiem losowa, gracz może decydować w jakiej kolejności odkłada karty na spód talii. W przeprowadzonych symulacjach obserwuje się większą szansę na wygraną dla strategii kładzenia najpierw swojej, a potem przeciwnika karty na spód.

## Opcjonalne zasady

### Pokój
W momencie, gdy ma dojść do wojny, gracze mogą uzgodnić, czy dążą do wojny, czy do pokoju – gdy wybrane zostanie drugie rozwiązanie, karty wracają do swoich posiadaczy i trafiają pod spód talii.

### Tylko wojna
Gracze mogą uzgodnić, że zasada starszeństwa kart obowiązuje jedynie w okresie wojny.

### Wojna jest nadrzędna
Bywa stosowana w grze dla trzech lub więcej graczy, według tej zasady wojna jest przeprowadzana zawsze, gdy wyłożone zostaną na stół co najmniej dwie karty tej samej wartości, nawet jeśli na stole są karty mocniejsze (np. dla 9-3-3). Wojna jest przeprowadzana do momentu, gdy na wierzchu leżą trzy karty różnych wartości (np. 9-3-3 – 9-9-8 – 2-5-8, wojnę wygrywa gracz z ósemką).
Zasada ta zwiększa liczbę przeprowadzanych wojen oraz szanse na wojny wielopoziomowe i krzyżowe.